# Spododes fiamina
Spododes fiamina är en fjärilsart som beskrevs av William Schaus 1901. Spododes fiamina ingår i släktet Spododes och familjen mätare. Inga underarter finns listade i Catalogue of Life.